# ∴
Symbol ∴ (łac. „ergo”) stosowany jest w logice matematycznej i w dowodach matematycznych. Zazwyczaj używa się go przy wnioskowaniu, bezpośrednio przed konkluzją, na przykład przy wniosku sylogizmu. Czytany jest jako „stąd”, „zatem” lub „w związku z tym” (ang. „therefore” lub ang. „consequently”). Symbol ten jest rzadko spotykany w Europie kontynentalnej, jednak jest powszechnie używany w krajach anglosaskich i anglojęzycznej literaturze naukowej. Kodem tego symbolu w Unicode jest U+2234.

## Historia

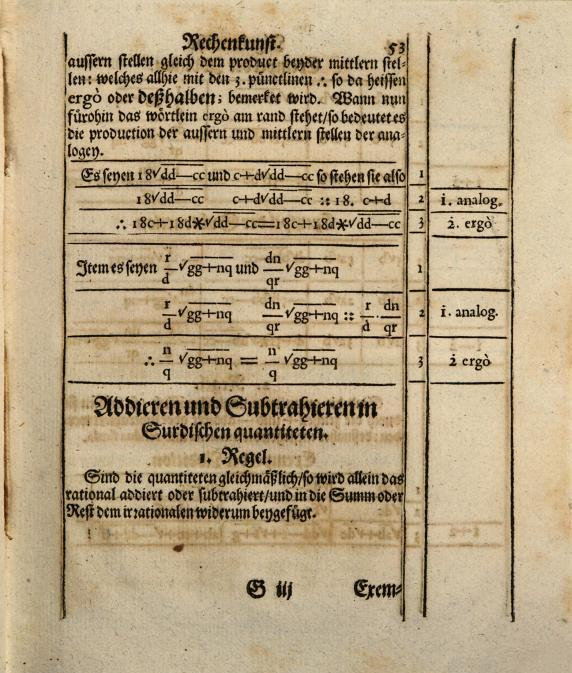
Teutsche Algebra – pierwsze w historii udokumentowane użycie symbolu ∴ w kontekście wniosku logicznego

Pierwszy raz symbol ten pojawił się w druku w 1659 roku, w książce Teutsche Algebra (pol. „Niemiecka algebra”), której autorem jest Johann Rahn. W swojej pracy Rahn starał się przełożyć algebraiczny dorobek Viète’a i Kartezjusza na język niemiecki. W tym celu stosował liczne skróty notacyjne. Zdefiniował ∴ jako symbol mający nieść znaczenie łacińskiego ergo, czyli „zatem”. Zamiennie do niego używał również ∵, jednak później większość matematyków w tym znaczeniu używała wyłącznie pierwszego ze znaków.

## Przykłady użycia
Użycie w:
- sylogizmie[13]:

- logice matematycznej[8][14]:

- matematyce[15]:

## Inne zastosowania
W tradycji masońskiej symbol ∴ stosuje się jako znak abrewiatury. Stawiany po wielkich literach, bez spacji, sygnalizuje, że litery te stanowią skrót i są inicjałami tytułu masońskiego lub określenia stosowanego w wolnomularstwie.

### Przykłady
| skrót             | znaczenie                            |
| ----------------- | ------------------------------------ |
| G∴M∴              | Wielki Mistrz                        |
| G∴L∴              | Wielka Loża                          |
| B∴                | Brat Wolnomularz                     |
| WW∴CC∴BB∴         | Wielce Czcigodni Bracia Wolnomularze |
| Na W∴ (lub Wsch∴) | na Wschodzie Warszawy                |

## Alfabet Braille’a
Symbol ∴ występuje w standardzie Braille’a dla języka angielskiego (ang. „Unified English Braille”) w dwóch wersjach:
1. [18]
2. [19]

## Podobnie wyglądające symbole
- ∵ (U+2235) również używany jest w logice matematycznej i czytany jest jako ponieważ lub od (ang. „because”)[7][10];
- używany jest w meteorologii i oznacza „umiarkowany deszcz”[20][21][22];
- używany jest w meteorologii i oznacza „umiarkowana mżawka”[21][22];
- ⁂ (U+2042) używany jest w meteorologii i oznacza „umiarkowany śnieg”[21][22];
- ஃ (U+0B83) w piśmie tamilskim jest znakiem spółgłoskowym o transliteracji ḵ[23][24];
- ⛬ (U+26EC) jest japońskim symbolem mapowym oznaczającym miejsce historyczne[25][26].